# Nesbitt-egyenlőtlenség
A matematikában a Nesbitt-egyenlőtlenség a Shapiro-egyenlőtlenség egy speciális esete. Tegyük fel, hogy a, b és c pozitív valós számok. Ekkor:
{\displaystyle {\frac {a}{b+c}}+{\frac {b}{a+c}}+{\frac {c}{a+b}}\geq {\frac {3}{2}}}

## Bizonyítás

### Első bizonyítás
Kezdjük a Nesbitt-egyenlőtlenséggel (1903)
{\displaystyle {\frac {a}{b+c}}+{\frac {b}{a+c}}+{\frac {c}{a+b}}\geq {\frac {3}{2}}}
átalakítjuk a bal oldalát:
{\displaystyle {\frac {a+b+c}{b+c}}+{\frac {a+b+c}{a+c}}+{\frac {a+b+c}{a+b}}-3\geq {\frac {3}{2}}.}
Átalakítva:
{\displaystyle ((a+b)+(a+c)+(b+c))\left({\frac {1}{a+b}}+{\frac {1}{a+c}}+{\frac {1}{b+c}}\right)\geq 9.}
Majd pedig:
{\displaystyle {\frac {(a+b)+(a+c)+(b+c)}{3}}\geq {\frac {3}{{\frac {1}{a+b}}+{\frac {1}{a+c}}+{\frac {1}{b+c}}}}.}
Most a bal oldalon van a számtani közép és jobbra a harmonikus közép, tehát ez az egyenlőtlenség igaz, hiszen a számtani és harmonikus közép közötti egyenlőtlenség igaz 3 pozitív szám esetén.

### Második bizonyítás
Tegyük fel, hogy {\displaystyle a\geq b\geq c}. Ekkor viszont:
{\displaystyle {\frac {1}{b+c}}\geq {\frac {1}{a+c}}\geq {\frac {1}{a+b}}}
Felhasználva a rendezési egyenlőtlenséget tudjuk, hogy:
{\displaystyle {\frac {a}{b+c}}+{\frac {b}{a+c}}+{\frac {c}{a+b}}\geq {\frac {a}{a+b}}+{\frac {c}{a+c}}+{\frac {b}{b+c}}}
{\displaystyle {\frac {a}{b+c}}+{\frac {b}{a+c}}+{\frac {c}{a+b}}\geq {\frac {b}{a+b}}+{\frac {a}{a+c}}+{\frac {c}{b+c}}}
A kettőt összeadva kapjuk, hogy :
{\displaystyle 2\left({\frac {a}{b+c}}+{\frac {b}{a+c}}+{\frac {c}{a+b}}\right)\geq {\frac {a+b}{a+b}}+{\frac {a+c}{a+c}}+{\frac {b+c}{b+c}}=3}
Ha ezt osztjuk 2-vel, akkor megkapjuk a kívánt állítást.

### Harmadik bizonyítás
Legyen {\displaystyle s=a+b+c}. Mivel az {\displaystyle f(x)={\frac {x}{s-x}}} függvény konvex a {\displaystyle (0,s)} szakaszon, így a Jensen-egyenlőtlenség szerint:
{\displaystyle {\frac {1}{3}}f(a)+{\frac {1}{3}}f(b)+{\frac {1}{3}}f(c)\geq f(s/3)={\frac {s/3}{s-s/3}}={\frac {1}{2}}} ,
ami 3-mal átszorozva a bizonyítandó egyenlőtlenséget adja:
{\displaystyle {\frac {a}{b+c}}+{\frac {b}{a+c}}+{\frac {c}{a+b}}\geq {\frac {3}{2}}} .

## Általánosítások
- {\displaystyle \sum \limits _{i=1}^{n}{\frac {a_{i}}{\sum \limits _{j=1}^{n}a_{j}-a_{i}}}\geq {\frac {n}{n-1}}} (mindhárom bizonyítás módszerével azonnal megkapjuk ennek az általánosításnak a bizonyítását is.)
- Shapiro-egyenlőtlenség
- Titu-lemma
- súlyozott változat